# Kölliken
Kölliken est une commune suisse du canton d'Argovie, située dans le district de Zofingue. C'est un village-rue le long du ruisseau Köllikerbach, à l'ouest de la basse vallée de l'Uerke.

Photo aérienne (1958)

## Histoire
L'habitat de Kölliken est d'origine alémane. L'abbaye de Saint-Gall, seigneur foncier de 890 à 1460, eut aussi le droit de basse justice jusqu'au XIIIe siècle, qui changea ensuite souvent de mains. Le patronage appartint à l'abbaye, passa en 1345 à la commanderie de Biberstein et en 1535 à Berne, qui, ayant déjà repris les droits de justice et de dîme en 1415, avait acquis la seigneurie en 1460 après un long conflit avec Soleure. Sous le régime bernois, Kölliken fut rattaché au bailliage de Lenzbourg et devint le siège d'une cour de justice locale, dont dépendaient Muhen, Holziken, Wittwil, Staffelbach, Bottenwil, Attelwil et Wiliberg. Une première église fut érigée vers l'an 1000, le sanctuaire actuel en 1507; la Réforme fut introduite en 1528. Safenwil fit partie de la paroisse de Kölliken de 1616 à 1865. L'église catholique date de 1964. La construction de la grand-route Berne-Zurich (vers 1770) et l'inauguration de la ligne ferroviaire Zofingue-Winterthour (1877, compagnie du National-Suisse) facilitèrent les transports. L'essor de l'industrie textile (tissage, passementerie et fabrication de bas à domicile) favorisa de nouvelles activités dès le XVIIIe siècle. Les frères Matter fondèrent une teinturerie en 1802; devenue une florissante entreprise textile de renommée mondiale, elle fut transformée en Fama SA en 1966, vendue en 1989 et la production délocalisée à Laupersdorf. Une tuilerie (1823), une fabrique de cigares (1863) et une de chaussures (1889) restèrent en fonction jusqu'après la Deuxième Guerre mondiale. Le secteur secondaire fournit de 1920 à 1960 près de deux tiers des emplois dans la commune, proportion qui chuta jusqu'en 2000 à moins d'un tiers. Le rattachement à l'autoroute A1 existe depuis 1967. L'école de district fut inaugurée en 1862. Kölliken fait partie de l'association pour l'aménagement du territoire de la région d'Aarau. La décharge pour déchets spéciaux, utilisée de 1976 à 1985 dans l'ancienne fosse d'exploitation d'argile, était en voie d'assainissement en 2006.